# Nelson Gutiérrez
Nelson Daniel Gutiérrez Luongo (Montevideo, 13 aprile 1962) è un ex calciatore uruguaiano, di ruolo difensore.

## Carriera

### Giocatore
Ha giocato nella Serie A italiana per due anni dal 1988 al 1990. Nel campionato 1988-1989 ha militato nella Lazio, mentre nel successivo campionato 1989-1990 ha giocato con la maglia del Verona. Terminata l'esperienza italiana si è trasferito in Spagna giocando per tre stagioni nella Primera División con la maglia del CD Logroñés.

## Statistiche

### Cronologia presenze e reti in nazionale
| Cronologia completa delle presenze e delle reti in nazionale ― Uruguay | Cronologia completa delle presenze e delle reti in nazionale ― Uruguay | Cronologia completa delle presenze e delle reti in nazionale ― Uruguay | Cronologia completa delle presenze e delle reti in nazionale ― Uruguay | Cronologia completa delle presenze e delle reti in nazionale ― Uruguay | Cronologia completa delle presenze e delle reti in nazionale ― Uruguay | Cronologia completa delle presenze e delle reti in nazionale ― Uruguay | Cronologia completa delle presenze e delle reti in nazionale ― Uruguay |
| Data                                                                   | Città                                                                  | In casa                                                                | Risultato                                                              | Ospiti                                                                 | Competizione                                                           | Reti                                                                   | Note                                                                   |
| ---------------------------------------------------------------------- | ---------------------------------------------------------------------- | ---------------------------------------------------------------------- | ---------------------------------------------------------------------- | ---------------------------------------------------------------------- | ---------------------------------------------------------------------- | ---------------------------------------------------------------------- | ---------------------------------------------------------------------- |
| 2-6-1983                                                               | Asunción                                                               | Paraguay                                                               | 0 – 0                                                                  | Uruguay                                                                | Amichevole                                                             | -                                                                      |                                                                        |
| 9-6-1983                                                               | Montevideo                                                             | Uruguay                                                                | 3 – 0                                                                  | Paraguay                                                               | Amichevole                                                             | -                                                                      |                                                                        |
| 18-7-1983                                                              | Montevideo                                                             | Uruguay                                                                | 1 – 1                                                                  | Perù                                                                   | Amichevole                                                             | -                                                                      |                                                                        |
| 1-9-1983                                                               | Montevideo                                                             | Uruguay                                                                | 2 – 1                                                                  | Cile                                                                   | Coppa America 1983 - 1º turno                                          | -                                                                      | 77’                                                                    |
| 21-9-1983                                                              | Glasgow                                                                | Scozia                                                                 | 2 – 0                                                                  | Uruguay                                                                | Amichevole                                                             | -                                                                      |                                                                        |
| 13-10-1983                                                             | Lima                                                                   | Perù                                                                   | 0 – 1                                                                  | Uruguay                                                                | Coppa America 1983 - Semifinale                                        | -                                                                      |                                                                        |
| 20-10-1983                                                             | Montevideo                                                             | Uruguay                                                                | 1 – 1                                                                  | Perù                                                                   | Coppa America 1983 - Semifinale                                        | -                                                                      |                                                                        |
| 27-10-1983                                                             | Montevideo                                                             | Uruguay                                                                | 2 – 0                                                                  | Brasile                                                                | Coppa America 1983 - Finale                                            | -                                                                      |                                                                        |
| 4-11-1983                                                              | Salvador                                                               | Brasile                                                                | 1 – 1                                                                  | Uruguay                                                                | Coppa America 1983 - Finale                                            | -                                                                      |                                                                        |
| 13-6-1984                                                              | Montevideo                                                             | Uruguay                                                                | 2 – 0                                                                  | Inghilterra                                                            | Amichevole                                                             | -                                                                      |                                                                        |
| 21-6-1984                                                              | Curitiba                                                               | Brasile                                                                | 1 – 0                                                                  | Uruguay                                                                | Amichevole                                                             | -                                                                      | Ammonizione                                                            |
| 18-7-1984                                                              | Montevideo                                                             | Uruguay                                                                | 1 – 0                                                                  | Argentina                                                              | Amichevole                                                             | -                                                                      |                                                                        |
| 2-8-1984                                                               | Buenos Aires                                                           | Argentina                                                              | 0 – 0                                                                  | Uruguay                                                                | Amichevole                                                             | -                                                                      | 90’                                                                    |
| 19-9-1984                                                              | Montevideo                                                             | Uruguay                                                                | 2 – 0                                                                  | Perù                                                                   | Amichevole                                                             | -                                                                      |                                                                        |
| 3-10-1984                                                              | Lima                                                                   | Perù                                                                   | 1 – 3                                                                  | Uruguay                                                                | Amichevole                                                             | -                                                                      |                                                                        |
| 31-10-1984                                                             | Montevideo                                                             | Uruguay                                                                | 1 – 1                                                                  | Messico                                                                | Amichevole                                                             | -                                                                      |                                                                        |
| 29-1-1985                                                              | Montevideo                                                             | Uruguay                                                                | 3 – 0                                                                  | Germania Est                                                           | Amichevole                                                             | -                                                                      |                                                                        |
| 3-2-1985                                                               | Montevideo                                                             | Uruguay                                                                | 1 – 0                                                                  | Paraguay                                                               | Amichevole                                                             | -                                                                      |                                                                        |
| 6-2-1985                                                               | Cochabamba                                                             | Bolivia                                                                | 0 – 1                                                                  | Uruguay                                                                | Amichevole                                                             | -                                                                      |                                                                        |
| 10-2-1985                                                              | Asunción                                                               | Paraguay                                                               | 1 – 3                                                                  | Uruguay                                                                | Amichevole                                                             | -                                                                      |                                                                        |
| 14-2-1985                                                              | Montevideo                                                             | Uruguay                                                                | 2 – 1                                                                  | Finlandia                                                              | Amichevole                                                             | -                                                                      |                                                                        |
| 24-2-1985                                                              | Montevideo                                                             | Uruguay                                                                | 3 – 0                                                                  | Colombia                                                               | Amichevole                                                             | -                                                                      | Ammonizione                                                            |
| 27-2-1985                                                              | Montevideo                                                             | Uruguay                                                                | 2 – 2                                                                  | Perù                                                                   | Amichevole                                                             | -                                                                      |                                                                        |
| 10-3-1985                                                              | Montevideo                                                             | Uruguay                                                                | 2 – 1                                                                  | Ecuador                                                                | Qual. Mondiali 1986                                                    | -                                                                      |                                                                        |
| 24-3-1985                                                              | Santiago del Cile                                                      | Cile                                                                   | 2 – 0                                                                  | Uruguay                                                                | Qual. Mondiali 1986                                                    | -                                                                      | 31’                                                                    |
| 31-3-1985                                                              | Quito                                                                  | Ecuador                                                                | 0 – 2                                                                  | Uruguay                                                                | Qual. Mondiali 1986                                                    | -                                                                      |                                                                        |
| 7-4-1985                                                               | Montevideo                                                             | Uruguay                                                                | 2 – 1                                                                  | Cile                                                                   | Qual. Mondiali 1986                                                    | -                                                                      | Ammonizione                                                            |
| 21-8-1985                                                              | Parigi                                                                 | Francia                                                                | 2 – 0                                                                  | Uruguay                                                                | Coppa dei Campioni CONMEBOL-UEFA 1985                                  | -                                                                      | 65’                                                                    |
| 13-4-1986                                                              | Los Angeles                                                            | Messico                                                                | 1 – 0                                                                  | Uruguay                                                                | Amichevole                                                             | -                                                                      |                                                                        |
| 21-4-1986                                                              | Wrexham                                                                | Galles                                                                 | 0 – 0                                                                  | Uruguay                                                                | Amichevole                                                             | -                                                                      |                                                                        |
| 23-4-1986                                                              | Dublino                                                                | Irlanda                                                                | 1 – 1                                                                  | Uruguay                                                                | Amichevole                                                             | -                                                                      |                                                                        |
| 4-6-1986                                                               | Querétaro                                                              | Uruguay                                                                | 1 – 1                                                                  | Germania Ovest                                                         | Mondiali 1986 - 1º turno                                               | -                                                                      |                                                                        |
| 8-6-1986                                                               | Nezahualcóyotl                                                         | Danimarca                                                              | 6 – 1                                                                  | Uruguay                                                                | Mondiali 1986 - 1º turno                                               | -                                                                      |                                                                        |
| 13-6-1986                                                              | Nezahualcóyotl                                                         | Scozia                                                                 | 0 – 0                                                                  | Uruguay                                                                | Mondiali 1986 - 1º turno                                               | -                                                                      |                                                                        |
| 16-6-1986                                                              | Puebla                                                                 | Argentina                                                              | 1 – 0                                                                  | Uruguay                                                                | Mondiali 1986 - Ottavi di finale                                       | -                                                                      |                                                                        |
| 19-6-1987                                                              | Montevideo                                                             | Uruguay                                                                | 2 – 1                                                                  | Ecuador                                                                | Amichevole                                                             | -                                                                      |                                                                        |
| 23-6-1987                                                              | Montevideo                                                             | Uruguay                                                                | 2 – 1                                                                  | Bolivia                                                                | Amichevole                                                             | -                                                                      |                                                                        |
| 9-7-1987                                                               | Buenos Aires                                                           | Uruguay                                                                | 1 – 0                                                                  | Argentina                                                              | Coppa America 1987 - Semifinale                                        | -                                                                      | 56’                                                                    |
| 12-7-1987                                                              | Buenos Aires                                                           | Uruguay                                                                | 1 – 0                                                                  | Cile                                                                   | Coppa America 1987 - Finale                                            | -                                                                      |                                                                        |
| 14-12-1988                                                             | Montevideo                                                             | Uruguay                                                                | 3 – 0                                                                  | Perù                                                                   | Amichevole                                                             | -                                                                      |                                                                        |
| 4-7-1989                                                               | Goiânia                                                                | Uruguay                                                                | 3 – 0                                                                  | Bolivia                                                                | Coppa America 1989 - 1º turno                                          | -                                                                      |                                                                        |
| 6-7-1989                                                               | Goiânia                                                                | Uruguay                                                                | 3 – 0                                                                  | Cile                                                                   | Coppa America 1989 - 1º turno                                          | -                                                                      | 90’                                                                    |
| 8-7-1989                                                               | Goiânia                                                                | Argentina                                                              | 1 – 0                                                                  | Uruguay                                                                | Coppa America 1989 - 1º turno                                          | -                                                                      |                                                                        |
| 12-7-1989                                                              | Rio de Janeiro                                                         | Uruguay                                                                | 3 – 0                                                                  | Paraguay                                                               | Coppa America 1989 - 2º turno                                          | -                                                                      |                                                                        |
| 14-7-1989                                                              | Rio de Janeiro                                                         | Uruguay                                                                | 2 – 0                                                                  | Argentina                                                              | Coppa America 1989 - 2º turno                                          | -                                                                      |                                                                        |
| 16-7-1989                                                              | Rio de Janeiro                                                         | Brasile                                                                | 1 – 0                                                                  | Uruguay                                                                | Coppa America 1989 - 2º turno                                          | -                                                                      | [ 1 ]                                                                  |
| 6-8-1989                                                               | Montevideo                                                             | Uruguay                                                                | 0 – 0                                                                  | Colombia                                                               | Amichevole                                                             | -                                                                      |                                                                        |
| 27-8-1989                                                              | Lima                                                                   | Perù                                                                   | 0 – 2                                                                  | Uruguay                                                                | Qual. Mondiali 1990                                                    | -                                                                      |                                                                        |
| 3-9-1989                                                               | La Paz                                                                 | Bolivia                                                                | 2 – 1                                                                  | Uruguay                                                                | Qual. Mondiali 1990                                                    | -                                                                      |                                                                        |
| 17-9-1989                                                              | Montevideo                                                             | Uruguay                                                                | 2 – 0                                                                  | Bolivia                                                                | Qual. Mondiali 1990                                                    | -                                                                      |                                                                        |
| 24-9-1989                                                              | Montevideo                                                             | Uruguay                                                                | 2 – 0                                                                  | Perù                                                                   | Qual. Mondiali 1990                                                    | -                                                                      |                                                                        |
| 18-5-1990                                                              | Belfast                                                                | Irlanda del Nord                                                       | 1 – 0                                                                  | Uruguay                                                                | Amichevole                                                             | -                                                                      |                                                                        |
| 22-5-1990                                                              | Londra                                                                 | Inghilterra                                                            | 1 – 2                                                                  | Uruguay                                                                | Amichevole                                                             | -                                                                      |                                                                        |
| 13-6-1990                                                              | Udine                                                                  | Uruguay                                                                | 0 – 0                                                                  | Spagna                                                                 | Mondiali 1990 - 1º turno                                               | -                                                                      |                                                                        |
| 17-6-1990                                                              | Verona                                                                 | Belgio                                                                 | 3 – 1                                                                  | Uruguay                                                                | Mondiali 1990 - 1º turno                                               | -                                                                      |                                                                        |
| 21-6-1990                                                              | Udine                                                                  | Corea del Sud                                                          | 0 – 1                                                                  | Uruguay                                                                | Mondiali 1990 - 1º turno                                               | -                                                                      |                                                                        |
| 25-6-1990                                                              | Roma                                                                   | Italia                                                                 | 2 – 0                                                                  | Uruguay                                                                | Mondiali 1990 - Ottavi di finale                                       | -                                                                      | 65’                                                                    |
| Totale                                                                 |                                                                        | Presenze                                                               | 57                                                                     |                                                                        | Reti                                                                   | 0                                                                      |                                                                        |

## Palmarès

### Club

#### Competizioni nazionali
- Campionato uruguaiano: 6

Peñarol: 1981, 1982, 1993, 1994, 1995, 1996
- Campionato argentino: 1

River Plate: 1985-1986

#### Competizioni internazionali
- Coppa Libertadores: 2

Peñarol: 1982
River Plate: 1986
- Coppa Intercontinentale: 2

Peñarol: 1982
River Plate: 1986
- Coppa Interamericana: 1

River Plate: 1986

### Nazionale
- Coppa America: 2

1983, 1987

### Individuale
- Equipo Ideal de América: 2

1986, 1987